# MRPS26
MRPS26‏ (Mitochondrial ribosomal protein S26) هوَ بروتين يُشَفر بواسطة جين MRPS26 في الإنسان.